# Harvey Silver
Pour les articles homonymes, voir Silver.
Harvey Silver est un acteur et producteur américain né le 12 avril 1976 à Philadelphie, Pennsylvanie (États-Unis).

## Filmographie

### comme acteur

#### Télévision
- 1995 : Conic Sections in Math (série télévisée) : Woodrow
- 1995 : Runaway (série télévisée) : Chris
- 1995 : The Price of Love (téléfilm) : Puff
- 1998 : One World (série télévisée) : Neal Smith

#### Cinéma
- 1994 : Tell My Mom I Love Her : Ace
- 1996 : Last Resort de Lyman Dayton : Jamal / Spider
- 1997 : The Solution : Larry Large
- 1997 : Shaq Steel (Steel) de Kenneth Johnson : Lamont
- 1999 : Mrs. Tingle (Teaching Mrs. Tingle) : Roger
- 2001 : Going Greek : T.J.
- 2005 : Conflict : Darnel Williams
- 2012 : Fractalus de James Ward Byrkit

### comme producteur
- 2007 : The 1 Second film